# Silken Laumann
Silken Suzette Laumann (Mississauga, 14 de noviembre de 1964) es una deportista canadiense que compitió en remo. Su hermana Daniele compitió en el mismo deporte.
Participó en cuatro Juegos Olímpicos de Verano, entre los años 1984 y 1996, obteniendo en total tres medallas, bronce en Los Ángeles 1984 (doble scull), bronce en Barcelona 1992 (scull individual) y plata en Atlanta 1996 (scull individual).
Ganó tres medallas en el Campeonato Mundial de Remo entre los años 1990 y 1995.
En 1998 fue incluida en el Salón de la Fama del Deporte de Canadá. En 1999 recibió la Medalla Thomas Keller de la FISA.

## Palmarés internacional
| Juegos Olímpicos   | Juegos Olímpicos             | Juegos Olímpicos  | Juegos Olímpicos |
| Año                | Lugar                        | Medalla           | Prueba           |
| ------------------ | ---------------------------- | ----------------- | ---------------- |
| 1984               | Los Ángeles (Estados Unidos) | Medalla de bronce | Doble scull      |
| 1992               | Barcelona (España)           | Medalla de bronce | Scull individual |
| 1996               | Atlanta (Estados Unidos)     | Medalla de plata  | Scull individual |
| Campeonato Mundial |                              |                   |                  |
| Año                | Lugar                        | Medalla           | Prueba           |
| 1990               | Tasmania (Australia)         | Medalla de plata  | Scull individual |
| 1991               | Viena (Austria)              | Medalla de oro    | Scull individual |
| 1995               | Tampere (Finlandia)          | Medalla de plata  | Scull individual |